# Міньєчавдін
Міньєчавдін (Міньєчавхтін) (*бірм. မင်းရဲကျော်ထင်, 1651  — 4 травня 1698) — 12-й володар імперії Таунгу у 1673—1698 роках. Тронне ім'я Тіріпавара Ті-Бавана Тхіхатхура Аггапаніта Магадгаммаяза.

## Життєпис
Онук володаря Тхалуна. Син зведених брата і сестри Немйо Єчав і Хін Ма Мінсіт. Народився у квітні 1651 року. Від діда отримав в управління місто Яметхін. 1 травня 1672 року його стриєчний брат Наравара надав йому титул Мінбчавдін, під яким став відомий. Невдовзі призначений був намісником Піндале. 1673 року після раптової смерті Наравари стає новим правителем держави, чому в значній мірі сприяв перший міністр Сітху Норахта. За цим було страчено декількох зведених братів Мінбчавтіна та придушено повстання синів П'єміна.
Невдовзі опинився у вирі боротьбі різних груп знаті та військовиків, з яких переможцем вийшла та, група, яка була разом з ним в Піндале та підтримала при сходженні на трон. Посилення знаті протягом панування призвела до поступово ослаблення влади монарха й подальшому занепаду держави. Було втрачено прикордонну долину Кабо на користь князівства Канглейпак. Водночас вдалося відбити напад Петрача, володарю Аютхаї.
Під час його правління «Затадавбон Язавін», який раніше був простим постійно оновлюваним списком дат правління всіх династій, був перетворений у повну хроніку. Також почав з’являтися метод золотого письма, яким писали дерев’яною паличкою та смолою й вкривали золотом. Також проведено податкову реформу, водночас посилено покарання за злочини. Палац в Аві двічі було перебудовано за наказом Міньєчавдіна.
Помер 1698 року. Йому спадкував Санай Мін.